# Gandaš
Gandaš  (mGa-an-du-uš (Lesung unsicher), mGan-dáš, mGa-ad-da, Gandasch, Gandiš) war nach der Königsliste A
der erste Herrscher der Kassitendynastie von Babylon. Er regierte 16 Jahre, sein Nachfolger war sein Sohn Agum I. maḫrû („der Ältere“). Es ist umstritten, ob Gandaš bereits Karduniaš beherrschte oder der Stammvater der späteren regierenden Dynastie war.
Landsberger hält den Namen für Indo-Arisch und nimmt an, dass er vielleicht schlicht „König“ bedeutet.
Landsberger nimmt an, dass Muršili I. Gandaš als König von Babylon einsetzte. Die Annahme kann sich auf keine schriftlichen Belege stützen.